# Forever Lucky
Die Forever Lucky ist ein Flusskreuzfahrtschiff, das im Jahre 1991 in Deutschland bei der Elbewerft Boizenburg GmbH in Boizenburg gebaut wurde und zur Dmitriy Furmanov-Klasse, Projekt 302MK, Serie IV, deutsche Bezeichnung – BiFa 129М (Binnenfahrgastschiff 129 Meter) – gehört. Bau-Nummer: 304. Das Schiff wurde von Regal China Cruises unter dem Namen Xian Ni (chinesisch 仙妮 Xiānnī), auch Xianni (en. Princess Jeannie) bis 2015 auf dem Fluss Jangtsekiang in China eingesetzt. Seit 2015 trägt das Schiff den Namen Forever Lucky und fährt unter philippinischer Flagge.

## Geschichte
Das Flusskreuzfahrtschiff mit vier Passagierdecks unter dem Namen Konstantin Stanyukovich wurde 1991 bei der deutschen Werft in Boizenburg für die Reederei „Moskowskoje Retschnoje Parochodstwo“ (Moskwa-Flussreederei) in Moskau gebaut. Es gehört zu einer 1983 bis 1991 hergestellten Baureihe von 27 + 1 (Vladimir Vysotskiy – nicht beendet) Schiffen der Dmitriy Furmanov-Klasse, einer Weiterentwicklung der Vladimir Ilyich-Klasse von derselben Werft. Das Schiff verfügt über einen dieselelektrischen Antrieb mit drei Hauptmotoren.

## Ausstattung
Alle komfortablen 1-, 2-Bett-Kabinen sind ausgestattet mit Klimaanlage, Kühlschrank, Dusche und WC, 220-V-Anschluss und haben große Fenster (ausgenommen am unteren Deck). Bei Serie 302MK statt 350 nur noch 258 Passagierplätze, statt vier – 20 DeLuxe-Kabinen und gar keine 4-Bett-Kabinen. An Bord sind Restaurant und Bar-Restaurant, zwei Bars, Veranstaltungsraum, Sonnendeck mit Liegestühlen, Musiksalon, Sauna.